# Tangará da Serra (tiểu vùng)
Tangará da Serra là một tiểu vùng thuộc bang Mato Grosso, Brasil. Tiều vùng này có diện tích 23729 km², dân số năm 2007 là 112086 người.